# Distrito de Sarrebourg
El distrito de Sarreburgo era una división administrativa francesa, que estaba situado en el departamento de Mosela, de la región de Lorena. Contaba con 5 cantones y 102 comunas.

## Supresión del distrito de Sarreburgo
El Gobierno francés decidió en su decreto ministerial n.º 2014-1721, de 29 de diciembre de 2014, suprimir los distritos de Boulay-Mosela, Château-Salins, Metz-Campiña y Thionville Oeste, y sumarlos a los distritos de Forbach, Sarreburgo, Metz-Villa y Thionville Este respectivamente, a fecha efectiva de 1 de enero de 2015, excepto el caso de los distritos de Château-Salins y Sarreburgo que lo fueron a fecha efectiva de 1 de enero de 2016.
Con la unión del distrito de Sarreburgo y el distrito de Château-Salins, se formó el nuevo distrito de Sarreburgo-Château-Salins.

## División territorial

### Cantones
Hasta marzo de 2015:
Los cantones del distrito de Sarreburgo desde su creación hasta marzo de 2015 eran:
1. Fénétrange
2. Lorquin
3. Phalsbourg
4. Réchicourt-le-Château
5. Sarreburgo

De marzo de 2015 a diciembre de 2015: 
1. Phalsbourg
2. Sarreburgo

### Comunas
| 1. Abreschviller (57003)      | 2. Arzviller (57033)               | 3. Aspach (57034)                 | 4. Assenoncourt (57035)              |
| 5. Avricourt (57042)          | 6. Azoudange (57044)               | 7. Barchain (57050)               | 8. Belles-Forêts (57086)             |
| 9. Berling (57064)            | 10. Berthelming (57066)            | 11. Bettborn (57071)              | 12. Bickenholtz (57080)              |
| 13. Bourscheid (57100)        | 14. Brouderdorff (57113)           | 15. Brouviller (57114)            | 16. Buhl-Lorraine (57119)            |
| 17. Bébing (57056)            | 18. Dabo (57163)                   | 19. Danne-et-Quatre-Vents (57168) | 20. Dannelbourg (57169)              |
| 21. Desseling (57173)         | 22. Diane-Capelle (57175)          | 23. Dolving (57180)               | 24. Fleisheim (57216)                |
| 25. Foulcrey (57229)          | 26. Fraquelfing (57233)            | 27. Friburgo (57241)              | 28. Fénétrange (57210)               |
| 29. Garrebourg (57244)        | 30. Gondrexange (57253)            | 31. Gosselming (57255)            | 32. Guermange (57272)                |
| 33. Guntzviller (57280)       | 34. Hangviller (57291)             | 35. Harreberg (57298)             | 36. Hartzviller (57299)              |
| 37. Haselbourg (57300)        | 38. Hattigny (57302)               | 39. Haut-Clocher (57304)          | 40. Hellering-lès-Fénétrange (57310) |
| 41. Henridorff (57315)        | 42. Hermelange (57318)             | 43. Hertzing (57320)              | 44. Hesse (57321)                    |
| 45. Hilbesheim (57324)        | 46. Hommarting (57333)             | 47. Hommert (57334)               | 48. Hultehouse (57339)               |
| 49. Héming (57314)            | 50. Hérange (57317)                | 51. Ibigny (57342)                | 52. Imling (57344)                   |
| 53. Kerprich-aux-Bois (57362) | 54. Lafrimbolle (57374)            | 55. Landange (57377)              | 56. Laneuveville-lès-Lorquin (57380) |
| 57. Langatte (57382)          | 58. Languimberg (57383)            | 59. Lixheim (57407)               | 60. Lorquin (57414)                  |
| 61. Lutzelbourg (57427)       | 62. Metting (57462)                | 63. Mittelbronn (57468)           | 64. Mittersheim (57469)              |
| 65. Moussey (57488)           | 66. Métairies-Saint-Quirin (57461) | 67. Neufmoulins (57500)           | 68. Niderhoff (57504)                |
| 69. Niderviller (57505)       | 70. Niederstinzel (57506)          | 71. Nitting (57509)               | 72. Oberstinzel (57518)              |
| 73. Phalsbourg (57540)        | 74. Plaine-de-Walsch (57544)       | 75. Postroff (57551)              | 76. Rhodes (57579)                   |
| 77. Richeval (57583)          | 78. Romelfing (57592)              | 79. Réchicourt-le-Château (57564) | 80. Réding (57566)                   |
| 81. Saint-Georges (57611)     | 82. Saint-Jean-Kourtzerode (57614) | 83. Saint-Jean-de-Bassel (57613)  | 84. Saint-Louis (57618)              |
| 85. Saint-Quirin (57623)      | 86. Sarraltroff (57629)            | 87. Sarrebourg (57630)            | 88. Schalbach (57635)                |
| 89. Schneckenbusch (57637)    | 90. Troisfontaines (57680)         | 91. Turquestein-Blancrupt (57682) | 92. Vasperviller (57697)             |
| 93. Veckersviller (57703)     | 94. Vescheim (57709)               | 95. Vieux-Lixheim (57713)         | 96. Vilsberg (57721)                 |
| 97. Voyer (57734)             | 98. Walscheid (57742)              | 99. Waltembourg (57743)           | 100. Wintersbourg (57747)            |
| 101. Xouaxange (57756)        | 102. Zilling (57761)               |                                   |                                      |